# Tricholathys lhunzeensis
Espèce
Tricholathys lhunzeensis est une espèce d'araignées aranéomorphes de la famille des Argyronetidae.

## Distribution
Cette espèce est endémique du Tibet en Chine,. Elle se rencontre dans le xian de Lhünzê.

## Description
Le mâle holotype mesure 4,42 mm et la femelle paratype 6,05 mm, les mâles mesurent de 4,42 à 5,99 mm et les femelles de 4,35 à 6,08 mm.

## Systématique et taxinomie
Cette espèce a été décrite par Wang, Peng et Zhang en 2023.

## Étymologie
Son nom d'espèce, composé de lhunze et du suffixe latin -ensis, « qui vit dans, qui habite », lui a été donné en référence au lieu de sa découverte, le xian de Lhünzê.

## Publication originale
- Wang, Peng & Zhang, 2023 : « The first record of Tricholathys Chamberlin & Ivie, 1935 (Araneae, Dictynidae) from China, with a new combination and descriptions of seven new species. » ZooKeys, vol. 1185, p. 255-267.